# John Holt
John Holt (Kingston, 11 juli 1947 – Londen, 19 oktober 2014) was een Jamaicaans reggaezanger en liedjesschrijver, die zoveel klassiekers op zijn naam heeft staan dat hij wordt gezien als de stamvader van de Jamaicaanse muziek.

## Biografie
Vanaf zijn twaalfde deed hij mee aan de vele talentenshows die begin jaren 60 op het eiland werden georganiseerd, waarin hij de concurrentie aanging met zangers als Jimmy Cliff. Dit ging hem zo goed af dat hij een recordaantal van 28 overwinningen op zijn naam heeft staan. Na het winnen van een voorname talentenshow en de aandacht die dat met zich meebracht in de lokale pers, werd hij benaderd door producer Leslie Kong om een plaat op te nemen, het door hemzelf geschreven "Forever I'll Stay".
Als soloartiest kon hij in eerste instantie de verwachtingen niet waarmaken. Pas als lid van The Paragons slaagde hij erin zijn droom - te leven van de muziek - te realiseren. Dankzij een constante stroom hits en een snel groeiende vraag naar liveoptredens groeiden de Paragons in 1965 uit tot een van de topacts op Jamaica. Het succes zorgde voor spanningen binnen de groep, die uiteindelijk uitmondden in het vertrek van Bob Andy en grote twijfels bij de drie achterblijvers over hun gezamenlijke toekomst. Een nieuw platencontract deed deze twijfels verdwijnen en er brak een zeer creatieve periode aan, waarin de groep hit na hit scoorde en vaak met meerdere nummers tegelijkertijd boven in de muziekcharts te vinden was.
In 1969 besloten twee van de drie Paragons hun geluk te beproeven in de Verenigde Staten en bleef Holt alleen achter. Met in zijn achterhoofd de nare herinneringen aan zijn eerste poging als solozanger door te breken, verzamelde Holt de beste producers van het moment om zich heen bij het opnemen van zijn nieuwe solomateriaal. Dit bleek een gouden zet, de hits bleven komen en in 1972 had Holt enkele keren op rij beslag gelegd op de prijs voor 'Best Male Vocalist' van Jamaica.
Internationaal succes scoorde Holt met name in Groot-Brittannië en hij was in staat daar langere tijd te verblijven, wat uiteindelijk resulteerde in de oprichting, samen met producer Tony Ashfield, van het platenlabel Chaguaranmas Productions. De muziek die Holt voor dit label opnam, was toegespitst op de smaak van het Britse publiek en op Jamaica werd Holt hiervoor hevig bekritiseerd. De muziek zou te soft en commercieel zijn. In plaats van zelfgeschreven nummers koos Holt steeds vaker voor bekende nummers, die van een reggaesausje werden voorzien.
Op Jamaica werd opgelucht ademgehaald toen Holt in 1976 terugkeerde naar het eiland en, nog belangrijker, terugkeerde naar de muziek die hem daar populair heeft gemaakt met het album "Up Park Camp". Dit besluit wierp zijn vruchten af toen het internationale publiek ook open bleek te staan voor een rauwer geluid. In de jaren die volgden, toerde Holt veelvuldig door Europa en de Verenigde Staten. Tijdens een tournee door dat land vond er een hereniging plaats met zijn oud-collega's van de Paragons. Een van hun nummers, "The Tide Is High", was inmiddels gecoverd door Blondie, een groep uit New York, wat zorgde voor hernieuwde aandacht voor het werk van de groep. De Paragons namen in 1980 een door producers Sly & Robbie geproduceerd album op, maar van een permanente hereniging was geen sprake. Holt richtte zich al snel weer op zijn solocarrière.
In 1983 bekeerde Holt zich tot het rastafarigeloof, met een verandering in toon van zijn muziek als gevolg. Hij slaagde erin zijn familie-vriendelijk-entertainment-uitstraling om te zetten in een serieuzer en meer maatschappij-kritisch imago.
Halverwege de jaren 80 was Holt betrokken, samen met onder andere Dennis Brown, Ken Boothe en Delroy Wilson, bij een actie om hun eigen positie ten opzichte van de groeiende macht van dj's te beschermen. Ze brachten gezamenlijk een aantal a-capella-albums uit om de steeds machtiger wordende dj's te laten voelen dat de zingende, uitvoerende artiesten de ware sterren zijn.
Tot aan zijn dood was John Holt nog altijd actief in de muziek en hij beschikte over een uitgebreide schare fans, hoewel zijn carrière in de ogen van sommige muziekcritici enigszins aan glans had verloren vanwege zijn gewoonte wat makkelijk te kiezen voor een gladde cover.
In oktober 2014 werd hij opgenomen in een Londens ziekenhuis, waar hij op 67-jarige leeftijd overleed.
- Biblioteca Nacional de España: XX1068606
- Bibliothèque nationale de France: cb13965911q (data)
- Gemeinsame Normdatei: 1146991436
- International Standard Name Identifier: 0000 0001 1470 7961
- Library of Congress Control Number: n95097159
- MusicBrainz: 38d64df7-5b7f-42ca-9d98-9541640ca84f
- Nationale Bibliotheek van Tsjechië: xx0001962
- Nederlandse Thesaurus van Auteursnamen: 097957305
- Istituto Centrale per il Catalogo Unico: RAVV043944
- SNAC: w6q31x38
- Système universitaire de documentation: 220426864
- Virtual International Authority File: 37108990
- WorldCat: E39PBJhmPGBxbvghCXhYtHjgrq